# 제8회 가치봄영화제
제8회 가치봄영화제는 2007년 5월 8일에 열린 시상식이다.

## 수상 및 후보

### 상영작
- 허브 - 허인무
- 우아한 세계 - 한재림
- 스파이더맨 3 - 샘 레이미
- 밀양 - 이창동
- 날아라 허동구 - 박규태
- 화려한 휴가 - 김지훈
- 디워 - 심형래
- 트랜스포머 - 마이클 베이
- 권순분 여사 납치사건 - 김상진